# Acid piruvic
Acidul piruvic este un cetoacid (acid carboxilic cu grupă cetonă) cu formula CH3-CO-COOH. Este cel mai simplu cetoacid. Baza conjugată lui este ionul piruvat. Este important în metabolismul energetic. Rezultă în celule țesuturilor musculare din glucoză prin glicoliză.

## Proprietăți
Acidul piruvic este un lichid incolor, miros similar cu acidul acetic. Este miscibil în apă și solubilă în etanol și eter.
În laborator, acidul piruvic poate fi preparat prin încălzirea un amestec de acid tartric și bisulfat de potasiu, prin oxidarea propilenglicolului cu un oxidant puternic (de exemplu, permanganat de potasiu sau de hipoclorit de sodiu), sau hidroliza în continuare a 2-oxopropiononitrilui, formate prin reacția clorurii de acetil pe cianură de potasiu:
CH3COCl + KCN → CH3COCN
CH3COCN → CH3COCOOH

## Rolul metabolic al ionului piruvat
Piruvatul este produsul final al căilor de catabolizare a glucozei (glicoliza, calea pentozo-fosfaților, Entner-Doudorov). Este substrat pentru fermentarea în condiții anaerobe, iar în ciclul Krebs în condiții aerobe.

### Transformarea anaerobă
Aceste reacții apar în citoplasmă. În celulele musculare (transformare lactică) sau în drojdie de bere (pentru fermentație alcoolică). Fermentații suplimentare sunt posibile la enterobacterii. A se vedea căile fermentative ale enterobacteriilor.

#### Fermentarea lactică
CH3-CO-COO-H NADH → CH3-CHOH-COO-NAD
enzima lactat dehidrogenaza

Produsul lactat poate fi considerat deșeu, cu toate acestea, disconfortul muscular nu e datorat acumulării de acid lactic și a produselor metabolice deșeurilor în țesutul muscular . Poate fi transportat de sânge la celulele hepatice unde e dehidrogenat (ciclu Cory).

#### Fermentarea alcoolică
Acidul piruvic este primul intermediar nefosforilat al șirului de reacții al fermentației alcoolice.
1. CH3-CO-COO-H → CH3CHO + CO2 (enzimă: carboxilază în prezența tiamin pirofosfatului)
2. H  CH3CHO NADH NAD (enzime: alcool dehidrogenază)

### Transformarea aerobă
Acesta are loc în mitocondrii. Piruvatul e preluat de translocatorul piruvatului. Două reacții sunt posibile pentru a genera precursorii ciclului Krebs:

#### Decarboxilareoxidativă
Această reacție este catalizată de un complex multienzimatic (piruvat dehidrogenaza) care implică cinci coenzime. Trei coenzime apoenzime sunt legate: pirofosfat tiamin, acidul lipoic și FAD (grupuri prostetice). Celelalte două sunt libere și nu sunt legate de complexe: NAD și coenzima A.
9Piruvat HSCoA NAD → NADH acetilCoA CO2 H
NADH este apoi reoxidat de lanțul respirator pentru a produce ATP.

#### Carboxilare
Reacția este catalizată de biotină în prezența piruvat carboxilazei (sintaza), produce oxalilacetat.
Piruvat ATP → H2 de CO2 oxalilacetat ADP Pi)

### Compararea eficienței reacțiilor
Folosind o moleculă de glucoză (care dă două molecule de piruvat): Fermentația alcoolică e mai puțin avantajoasă energetic (două molecule de ATP). Utilizarea aerobă produce mai multă energie (14 ATP pentru decarboxilare oxidativă, 6 pentru carboxilare), (a se vedea ciclul Krebs).

### Mitocondrie
În mitocondrii (producătoare de energie celulelor organismului, de exemplu, musculare) glucoza este procesată în multe reacții la acid piruvic.